# Allgaier-Gambit
|   | a | b | c | d | e | f | g | h |   |
| 8 |   |   |   |   |   |   |   |   | 8 |
| 7 |   |   |   |   |   |   |   |   | 7 |
| 6 |   |   |   |   |   |   |   |   | 6 |
| 5 |   |   |   |   |   |   |   |   | 5 |
| 4 |   |   |   |   |   |   |   |   | 4 |
| 3 |   |   |   |   |   |   |   |   | 3 |
| 2 |   |   |   |   |   |   |   |   | 2 |
| 1 |   |   |   |   |   |   |   |   | 1 |
|   | a | b | c | d | e | f | g | h |   |

Ausgangsstellung des Allgaier-Gambits nach 5. Sf3–g5
Das Allgaier-Gambit ist eine Eröffnungsvariante im Schach. In der Systematik der ECO-Codes ist das Gambit unter dem Schlüssel C39 klassifiziert. Es ist nach dem Schachmeister Johann Allgaier benannt, der im Jahr 1819 eine Analyse des Gambits veröffentlichte.
Das Allgaier-Gambit ergibt sich aus dem Königsspringergambit nach den Zügen:
1. e2–e4 e7–e5
2. f2–f4 e5xf4
3. Sg1–f3 g7–g5
4. h2–h4 g5–g4
5. Sf3–g5 (als Alternative zu 5. Sf3–e5, dem Kieseritzky-Gambit)
Nun wäre 5. … f7–f6 ein Fehler, der die Diagonale h5–e8 schwächt (Weiß gewinnt nach 6. Dd1xg4 f6xg5 7. Dg4–h5+ Ke8–e7 8. Dh5xg5+ Sg8–f6 9. e4–e5 den Springer zurück, 8. … Ke7–e8 9. Dg5–h5+ nebst De5+ bringt sogar Qualitätsgewinn). 
Carl Schlechter schlug 5. … Sg8–f6 vor. 
5. … d5 war Ponzianis Idee. 
Nach 5. … h7–h6 ist das Figurenopfer 6. Sg5xf7 Kg8xf7 erzwungen. Weiß kann den Angriff anschließend mit 7. Lf1–c4+ d7–d5 8. Lc4xd5+ Kf7–g7 9. d2–d4 (9. Ld5xb7 f4–f3!) oder 7. d2–d4 fortsetzen.
Ebenfalls möglich ist der Zug 7. Sb1–c3, wonach die Antwort Sb8–c6 in das Hamppe-Allgaier-Gambit überleitet, das auch aus der Wiener Partie entstehen kann (nach 1. e2–e4 e7–e5 2. Sb1–c3 Sb8–c6 3. f2–f4 usw.) und auf Carl Hamppe zurückgeht. Glazkov empfiehlt 7. … f4–f3 8. d2–d4 Lf8–e7, noch stärker ist 7. … Sf6.
Nach vorherrschender Auffassung ist das Figurengambit nicht korrekt. In der Praxis erhält Weiß jedoch einen starken Königsangriff, dessen Abwehr Schwarz einige Mühe kostet.